# Floorball-Bundesliga Österreich 2013/14
Die Floorball-Bundesliga Österreich 2013/14 war die 13. Spielzeit der österreichischen Floorball-Bundesliga.

## Herren Bundesliga (Großfeld)
Die österreichische Floorball-Staatsmeisterschaft auf dem Großfeld der Herren begann am 21. September 2013. Titelverteidiger war der VSV Unihockey, der in drei Finalspielen gegen Unihockey Vorarlberg den Titel verteidigen konnte.
Teilnehmer:
- VSV Unihockey
- TVZ Wikings Zell am See
- SU Wiener FV
- KAC Floorball
- UHC Linz
- IBC Leoben
- Unihockey Vorarlberg

Modus:
Die Vorrunde zur österreichischen Herren(Großfeld)-Staatsmeisterschaft wurde in einer einfachen Vor- und Rückrunde ausgespielt. Die besten vier Mannschaften des Grunddurchgangs ermittelten in einer „Best of 3“-Serie die Finalisten. Das Finale wurde im „Best of 5“-Modus ausgespielt.
| Pl. | Verein                  | Sp. | S(OT) | N(OT)  | Diff. | Pkt. |
| --- | ----------------------- | --- | ----- | ------ | ----- | ---- |
| 01. | VSV Unihockey           | 12  | 12(1) | 00(0)  | +077  | 35   |
| 02. | Unihockey Vorarlberg    | 12  | 10(2) | 02(1)  | +055  | 29   |
| 03. | KAC Floorball           | 12  | 7(1)  | 05(1)  | +014  | 21   |
| 04. | SU Wiener FV            | 12  | 6(0)  | 06(0)  | -06   | 18   |
| 05. | TVZ Wikings Zell am See | 12  | 5(0)  | 07(2)  | +011  | 17   |
| 06. | IBC Leoben              | 12  | 2(1)  | 010(0) | -059  | 5    |
| 07. | UHC Linz                | 12  | 0(0)  | 012(1) | -092  | 1    |

Play-offs – Halbfinale:
- SU Wiener FV – VSV Unihockey  4:8 (2:1, 1:2, 1:5) am 15. März 2014
- KAC Floorball – Unihockey Vorarlberg  5:4 (2:1, 2:1, 1:2) am 15. März 2014
- Unihockey Vorarlberg – KAC Floorball  7:3 (1:1, 0:1, 1:5) 22. März 2014
- VSV Unihockey – SU Wiener FV  11:4 (3:4, 4:0, 4:0) am 22. März 2014
- Unihockey Vorarlberg – KAC Floorball  5:4 (1:1, 2:1, 2:2) am 23. März 2014

Finale:
- 1. Spiel: VSV Unihockey – Unihockey Vorarlberg  8:5 (6:0, 0:2, 2:3) am 29. März 2014
- 2. Spiel: VSV Unihockey – Unihockey Vorarlberg  4:2 (2:2, 1:0, 1:0) am 30. März 2014
- 3. Spiel: Unihockey Vorarlberg – VSV Unihockey  3:5 (1:1, 1:2, 1:2) am 5. April 2014

VSV Unihockey mit 3:0 Siegen Österreichischer Herren-Floorball-Staatsmeister 2014.

## Damen Bundesliga (Großfeld)
Die österreichische Floorball-Staatsmeisterschaft der Damen auf dem Großfeld begann am 12. Oktober 2013. Titelverteidiger war der TVZ Wikings Zell am See.
Im Finale gegen den IBC Leoben gelang es dem TVZ Wikings Zell am See in 2 Finalspielen erfolgreich den Titel zu verteidigen.
Teilnehmer:
- TVZ Wikings Zell am See
- SU Wiener FV
- IBC Leoben
- FBC Grasshoppers Zurndorf
- HFC Feldkirch

Modus:
Der Grunddurchgang zur österreichischen Damen(Großfeld)-Staatsmeisterschaft wurde in insgesamt 10 Vorrunden ausgespielt. Die besten vier Mannschaften des Grunddurchgangs ermittelten in einer „Best of 3“-Serie die Finalisten. Das Finale wurde in einem „Best of 3“-Modus ausgespielt.
| Pl. | Verein                    | Sp. | S(OT) | N(OT) | Diff. | Pkt. |
| --- | ------------------------- | --- | ----- | ----- | ----- | ---- |
| 01. | SU Wiener FV              | 8   | 8(0)  | 00(0) | +039  | 24   |
| 02. | TVZ Wikings Zell am See   | 8   | 6(1)  | 02(0) | +042  | 17   |
| 03. | FBC Grasshoppers Zurndorf | 8   | 4(0)  | 04(0) | -011  | 12   |
| 04. | IBC Leoben                | 8   | 2(1)  | 06(1) | -012  | 6    |
| 05. | HFC Feldkirch             | 8   | 0(0)  | 08(1) | -058  | 1    |

Play-offs – Halbfinale:
- FBC Grasshoppers Zurndorf – TVZ Wikings Zell am See  3:13 (1:4, 1:4, 1:5) am 22. März 2014
- IBC Leoben – SU Wiener FV  2:6 (1:1, 1:2, 0:3) am 22. März 2014
- SU Wiener FV – IBC Leoben  9:7 (2:1, 3:4, 4:2) am 29. März 2014
- TVZ Wikings Zell am See – FBC Grasshoppers Zurndorf  11:3 (0:0, 6:1, 5:2) am 29. März 2014

Finale:
- 1. Spiel: TVZ Wikings Zell am See – SU Wiener FV  5:2 (1:1, 1:0, 3:1) am 5. April 2014
- 2. Spiel: SU Wiener FV – TVZ Wikings Zell am See  6:5 (2:2, 2:1, 2:2) am 12. April 2014
- 3. Spiel: SU Wiener FV – TVZ Wikings Zell am See  2:1 (1:0, 1:1, 0:0) am 13. April 2014

SU Wiener FV mit 2:1 Siegen Österreichischer Damen-Floorball-Staatsmeister 2014.